# Psychotria bangladeshica
Psychotria bangladeshica är en måreväxtart som beskrevs av Mohan Gangopadhyay och Tapas Chakrabarty. Psychotria bangladeshica ingår i släktet Psychotria och familjen måreväxter. Inga underarter finns listade i Catalogue of Life.